# Musya
Musya: The Classic Japanese Tale of Horror (豪槍神雷伝説 武者?, Gōsō Jinrai Densetsu Musya) è un videogioco d'azione sviluppato da Jorudan e pubblicato nel 1992 per Super Nintendo Entertainment System.

## Trama
Il lanciere Imoto deve salvare la miko Shizuka, affrontando numerosi demoni del folclore giapponese.